# Rua das Flores (Henrique Manzo)
Rua das Flores é uma pintura de Henrique Manzo. A obra, produzida com tinta a óleo, é do gênero pintura histórica. Está localizada em Museu do Ipiranga. Suas medidas são: 65 centímetros de altura e 80,7 centímetros de largura. Representa a Rua das Flores, em São Paulo. Não há data oficial de produção.
A obra de Manzo baseou-se na fotografia "Rua das Flores", de Militão Augusto de Azevedo. A produção derivada da imagem de Azevedo foi uma encomenda do diretor do Museu Paulista, no projeto de criação de um acervo para reconstituir São Paulo em meados do século XIX, projeto do qual fazem parte produções como a maquete São Paulo em 1841, de Henrique Bakkenist, e os quadros Paço Municipal, Fórum e Cadeia de São Paulo, 1862, de Benedito Calixto, e Piques, 1860, do próprio Manzo.
A Rua das Flores, representada por Azevedo e Manzo, era curta, com apenas quatro quarteirões, na região da Praça da Sé. Era uma área de classe social baixa, residencial. O tipo de casa que aparece nas representações é chamado moradia assobradada ou abarracada.
Rua das Flores apresenta variações em relação à fotografia de Azevedo da qual é derivada. Na pintura, há elementos novos em relação à fotografia, em especial um muar, que assume centralidade no quadro. Há ainda beirais nas casas, que criam uma sombra na rua, o que realça os elementos coloniais nas construções.
As variações entre pintura e fotografia são componentes da tentativa de significação da cidade de São Paulo no acervo do Museu Paulista, em especial a ideia de representar uma transição pacífica e equilibrada entre vida rural e modernismo urbano.